# Veritatis splendor
Veritatis Splendor (en español: Esplendor de la verdad) es una encíclica redactada por Juan Pablo II y publicada el 6 de agosto de 1993. Trata sobre algunas cuestiones fundamentales de la Enseñanza Moral de la Iglesia.

## Estructura
- Bendición
- Introducción 
  - Jesucristo, luz verdadera que ilumina a todo hombre
  - Objeto de la presente encíclica
- Capítulo I: Maestro, ¿Qué he de hacer de bueno...? (Mt 19,16)
  - "Se le acercó uno..." (Mt 19, 16)
  - "Maestro, ¿qué he de hacer de bueno para conseguir la vida eterna?" (Mt 19, 16)
  - "Uno solo es el Bueno" (Mt 19, 17)
  - "Si quieres entrar en la vida, guarda los mandamientos" (Mt 19, 17)
  - "Si quieres ser perfecto" (Mt 19, 21)
  - "Ven, y sígueme" (Mt 19, 21)
  - "Para Dios todo es posible" (Mt 19, 26)
  - "He aquí que yo estoy con vosotros todos los días hasta el fin del mundo" (Mt 28, 20)
- Capítulo II: "No os conforméis a la mentalidad de este mundo" (Rom 12,2)
  - Enseñar lo que es conforme a la sana doctrina (cf. Tt 2, 1)
  - "Conoceréis la verdad y la verdad os hará libres" (Jn 8, 32)
  - La libertad y la ley
    - "Del árbol de la ciencia del bien y del mal no comerás" (Gn 2, 17)
    - "Dios quiso dejar al hombre "en manos de su propio albedrío" (Si 15, 14)

  - La elección fundamental y los comportamientos concretos
    - "Sólo que no toméis de esa libertad pretexto para la carne" (Gál 5, 13)
    - Pecado mortal y venial

  - El acto moral
    - Teleología y teleologismo
    - El objeto del acto deliberado
    - El "mal intrínseco": no es lícito hacer el mal para lograr el bien (cf. Rm 3, 8)
- Capítulo III: "Para no desvirtuar la cruz de Cristo" (1 Cor 1,17)
  - "Para ser libres nos libertó Cristo" (Ga 5, 1)
  - Caminar en la luz (cf. 1 Jn 1, 7)
  - El martirio, exaltación de la santidad inviolable de la ley de Dios
  - Las normas morales universales e inmutables al servicio de la persona y de la sociedad
  - La moral y la renovación de la vida social y política
  - Gracia y obediencia a la ley de Dios
  - Moral y nueva evangelización
  - El servicio de los teólogos moralistas
  - Nuestras responsabilidades como pastores
- Conclusión
  - María Madre de misericordia